# 克里斯蒂娜·罗斯特
克里斯蒂娜·罗斯特（德語：Christina Rost，1952年8月14日—），旧姓梅贝特（Mäbert），德国女子手球运动员。她曾代表东德参加1976年和1980年夏季奥林匹克运动会手球比赛，获得一枚银牌和一枚铜牌。